# Neosisyphus spinipes
Neosisyphus spinipes är en skalbaggsart som beskrevs av Carl Peter Thunberg 1818. Neosisyphus spinipes ingår i släktet Neosisyphus och familjen bladhorningar. Inga underarter finns listade i Catalogue of Life.